# Heike Vallery
Heike Vallery (* 1979 in Duisburg) ist eine deutsche Maschinenbauingenieurin, deren Forschung die Entwicklung von Roboterbeinen und Exoskeletten zur Unterstützung des menschlichen Gehens umfasst, einschließlich Anwendungen in der Prothetik und medizinischen Rehabilitation. Sie ist Professorin für biomechanische Ingenieurwissenschaften an der Technischen Universität Delft in den Niederlanden und Alexander-von-Humboldt-Professorin an der RWTH Aachen.

## Ausbildung und Karriere
Vallery studierte Maschinenbau an der RWTH Aachen, wo sie 2004 ihr Diplom erwarb. Anschließend promovierte sie (Dr.-Ing.) an der Technischen Universität München im Jahr 2009.
Sie war Postdoktorandin an der ETH Zürich und Assistenzprofessorin an der Khalifa-Universität, bevor sie 2012 als Fakultätsmitglied an die Technische Universität Delft berufen wurde.
Im Jahr 2019 erhielt sie eine Ehrenprofessur am Erasmus MC, einem medizinischen Forschungszentrum in Rotterdam. 2022 wurde sie zur Alexander-von-Humboldt-Professorin an der RWTH Aachen ernannt, mit einer gemeinsamen Zugehörigkeit zwischen Delft und Aachen. Derzeit ist sie Leiterin des Instituts für Regelungstechnik an der RWTH Aachen, als Nachfolgerin von Dirk Abel.
Im Jahr 2025 wurde Heike Vallery als Mitglied der Sektion Technikwissenschaften in die Nationale Akademie der Wissenschaften Leopoldina aufgenommen.